# Thomas Fässler (Historiker)
Thomas Fässler OSB (* 1. Oktober 1984) ist Benediktinermönch des Klosters Einsiedeln, römisch-katholischer Priester, Historiker und Lehrer.

## Leben
Thomas Fässler studierte nach dem Besuch der Stiftsschule Einsiedeln zwischen 2003 und 2006 Geschichte und Latein an der Universität Freiburg (Schweiz). 2006 trat er in das Benediktinerkloster Einsiedeln ein und studierte fortan an der hauseigenen Theologischen Schule sowie in der Erzabtei St. Meinrad (USA) Philosophie und Theologie. 2011 legte er die ewige Profess ab; er wurde 2013 zum Priester geweiht. Bereits 2012 hatte er das Geschichts- und Lateinstudium an der Universität Bern neu aufgenommen. 2018 wurde er bei André Holenstein mit einer Arbeit mit dem Titel Aufbruch und Widerstand. Das Kloster Einsiedeln im Spannungsfeld zwischen Barock, Aufklärung und Revolution (Egg 2019) zum Dr. phil. promoviert, worin er sich mit der Geschichte des Klosters Einsiedeln im ausgehenden 18. Jahrhundert befasst. Vor allem seine Ergebnisse zur Rezeption aufklärerischer Ideen seitens verschiedener Einsiedler Konventualen wurden in Historikerkreisen breit rezipiert. Seit 2017 unterrichtet er nach dem Erwerb des Gymnasiallehrerdiploms an der Pädagogischen Hochschule Bern als Lehrer am klösterlichen Gymnasium Geschichte und Latein, wo er auch als Schulseelsorger und Betreuer der Ministrantengruppe tätig ist. Überdies ist ihm als Mitglied des fünfköpfigen Schulrats der Stiftsschule die strategische Führung des Gymnasiums anvertraut. Fässler wurde als junger Mönch mehrmals in Fernsehsendungen porträtiert, unter anderem vom Schweizer Fernsehen SRF.

## Aktivität

Kloster Einsiedeln, 18. Jh.

Forschungsschwerpunkte als Historiker legte Fässler bislang auf die Geschichte des Klosters Einsiedeln im 18. Jahrhundert sowie während des Zweiten Weltkrieges. Landesweit für Aufsehen sorgte die Entdeckung von Hunderten von Soldatenbildern, die zwischen 1939 und 1945 aus verschiedenen Ländern zum Einsiedler Gnadenbild geschickt worden waren.
In den 2010er Jahren lancierte Fässler verschiedene Projekte, etwa ein ökumenisches Treffen junger Christen, das unter dem Namen «Gottwärts» seit 2018 an wechselnden Orten stattfindet. Auch die 2016 erfolgte Einrichtung des Monkstrails, einer modernen Schnitzeljagd über das Einsiedler Klostergelände, geht auf ihn zurück, genauso wie das «Einsiedler Skriptorium», in dem die Herstellung von Büchern im Mittelalter präsentiert wird und das Schreiben alter Schriften mit Tinte und Federkiel geübt werden kann.  Weiter koordiniert er die von ihm ins Leben gerufene «Klosterzeit», ein Angebot für Männer zwischen 18 und 30 Jahren, für längere Zeit in verschiedenen Benediktinerklöstern weltweit mitzuleben und mitzuarbeiten. 2023 initiierte Fässler auch den «Klostermarkt» am Hauptbahnhof Zürich, der für grosses mediales Interesse sorgte. Bereits 2021 hatte er mit einem weiteren Einsiedler Mönch im Verlag Herder einen Ratgeber mit dem Titel Himmelsstürmer verfasst, der sich – wie die gleichnamige Website – an Männer richtet, die sich überlegen, ein Leben als Ordensmann zu führen. Fässler betreut auch den Account des Klosters auf Instagram, der von allen religiösen Gemeinschaften im deutschsprachigen Raum am meisten Follower aufweist (Stand Januar 2025: 13'100 Followers).

## Schriften (Auswahl)
- Pater Albert Kuhn und die Landesausstellung 1883 in Zürich. In: Andreas Meyerhans, Peter Niederhäuser (Hrsg.): Äbte, Amtsleute, Archivare. Zürich 2008, S. 141–148 (= Mitteilungen der Antiquarischen Gesellschaft in Zürich. 76).
- Was Einsiedler Mönche auf Reisen führt. In: Peter Erhart,  Jakob Kuratli Hüeblin (Hrsg.): Vedi Napoli e poi muori – Grand Tour der Mönche. St. Gallen 2014, S. 255–260.
- Of Mothers, Daughters, and Growing Up. The Changing Ties between the Monastery Einsiedeln and St. Meinrad Since 1850. In: Swiss American Historical Society Review. 52/3 (2016), S. 59–68.
- Aufbruch und Widerstand. Das Kloster Einsiedeln im Spannungsfeld zwischen Barock, Aufklärung und Revolution. Egg 2019.
- Katholische Aufklärung im Innerschweizer Kloster Einsiedeln. In: Jürgen Overhoff, Andreas Oberdorf (Hrsgg.): Katholische Aufklärung in Europa und Nordamerika. Göttingen 2019, S. 203–218.
- Eine Oase für Flüchtlinge. Jüdische Frauen im katholischen Kloster Fahr. In: Jacques Picard, Angela Bhend (Hrsg.): Jüdischer Kulturraum Aargau. Zürich 2020, S. 411–415.
- Ökumenisches Tauwetter zwischen Zürich und Einsiedeln. Freundschaftliche Beziehungen zwischen Einsiedler Mönchen und Zürcher Theologen im ausgehenden 18. Jahrhundert. In: Zwingliana. 47 (2020), S. 163–181.
- Kloster im Sturm. Die Fürstabtei Einsiedeln 1789–1798 im Spannungsfeld von Schwyz, Frankreich und dem Heiligen Römischen Reich. In: Mitteilungen des Historischen Vereins des Kantons Schwyz. 112 (2020), S. 93–112.
- mit Philipp Steiner: Himmelsstürmer. Berufungsguide zum Ordensleben. Herder, Freiburg i. Br. 2021.
- Brückenbauer Meinrad. Ein Heiliger als Bindeglied zwischen dem Kloster Einsiedeln und den Hohenzollern – mit weitreichenden Folgen. In: Studien und Mitteilungen zur Geschichte des Benediktinerordens und seiner Zweige. 134 (2023), 559–586.